# Жукаускас, Антанас (скульптор)
Анта́нас Жука́ускас (лит. Antanas Žukauskas; 9 марта 1939, д. Пенёнyc, Утенский уезд — 27 апреля 2022, Вильнюс) — литовский скульптор и медальер.

## Биография
В 1948—1959 годах учился в средней школе в Аникщяй. В 1960—1966 годах учился в Государственном художественном институте в Вильнюсе (ныне Вильнюсская художественная академия) под руководством Юозаса Кедайниса.

## Творчество
Скульптор является автором надгробного памятника Антанасу Йонинасу (1978), установленного на центральной площади города Вилкавишкис в 1996 памятника литовскому писателю и композитору, автору национального гимна Литвы Винцасу Кудирке. Жукаускас — автор памятной медали Зигмаса Жемайтиса, математика и просветителя, учреждённой в 1984 году; ею по решению правления Математического общества Литвы награждаются за заслуги перед литовским просвещением, культурой, наукой.
Наиболее известные его произведения знакомы практически каждому жителю Литвы и достаточно хорошо известны за пределами страны: это оборотные монеты современной Литвы номиналом в 1 (выпуски 1998, 1999, 2000, 2001, 2002; адаптация герба Арвидаса Каждайлиса), 2 (выпуски 1998, 1999, 2000, 2001, 2002; адаптация герба Арвидаса Каждайлиса), 5 (выпуски 1998, 1999, 2000; аверс совместно с Арвидасом Каждайлисом) литов.
Автор дизайна также ряда специальных и юбилейных монет:
- 1998 5 литов по программе ЮНИСЕФ «Дети мира» (тираж 25 000, серебро 925, диаметр 38, 61 мм).
- 1998 50 литов из серии «Правители Литвы» — великий князь литовский Ольгерд (совместно с Гедрюсом Паулаускасом; тираж 4 000, серебро 925, диаметр 34, 00 мм) по программе ЮНИСЕФ «Дети мира».
- 1999 50 литов из серии «Правители Литвы» — великий князь литовский Кейстут (совместно с Пятрасом Гинталасом; тираж 2 500, серебро 925, диаметр 34 мм, масса 23, 3 г).
- 1999 50 литов к 10-летию Балтийского пути (тираж 4 000, серебро 925, диаметр 38, 61 мм, масса 28, 28 г; аналогичная оборотная монета из сплава металлов номиналом в 1 лит).
- 2000 100 литов из серии «Правители Литвы» — великий князь литовский Витовт (тираж 2 000, золото 999,9, диаметр 22, 3 мм, масса 7, 78 г).
- 2000 50 литов из серии «Правители Литвы» — великий князь литовский Витовт (тираж 2 500, серебро 925, диаметр 34 мм, масса 23, 3 г).
- 2000 50 литов к XXVII Олимпийским играм в Сиднее (тираж 4 000, серебро 925, диаметр

38, 61 мм, масса 28, 28 г).
- 2005 50 литов к 150-летию Литовского национального музея (тираж 1 500, серебро 925, диаметр 38, 61 мм; цена 70 литов, в репрезентационном футляре 90 литов).

В 2004 проект Антанаса Жукаускаса занял первое место на конкурсе литовской версии евро. На реверсе монет всех достоинств изображён герб Литвы «Погоня» и помещена надпись «Lietuva». Планировалось начать выпуск монет в 2007.
Скончался А. Жукаускас 27 апреля 2022 года.